# PGC 2141233
LEDA/PGC 2141233 ist eine Galaxie im Sternbild Corona Borealis am Nordsternhimmel. Sie ist schätzungsweise 864 Millionen Lichtjahre von der Milchstraße entfernt und hat einen Durchmesser von etwa 135.000 Lichtjahren. Vom Sonnensystem aus entfernt sich das Objekt mit einer errechneten Radialgeschwindigkeit von näherungsweise 19.200 Kilometern pro Sekunde.

## Galaktisches Umfeld
| Nr. | Galaxie                 | Alternativname            | Rek           | Dek           | Distanz/asec |
| --- | ----------------------- | ------------------------- | ------------- | ------------- | ------------ |
| →   | LEDA/PGC 2141233        | 2MASX J16220027+3859417   | 16h22m00.268s | +38d59m42.02s | 0            |
| 1   | LEDA/PGC 2140377        | WISEA J162151.91+385712.6 | 16h21m51.963s | +38d57m12.42s | 178.15       |
| 2   | LEDA/PGC 2140191        | 2MASX J16215727+3856397   | 16h21m57.212s | +38d56m40.01s | 185.47       |
| 3   | NGC 6131                | LEDA/PGC 57927            | 16h21m52.245s | +38d55m56.82s | 243.87       |
| 4   | LEDA/PGC 2141745        | WISEA J162140.25+390105.1 | 16h21m40.258s | +39d01m05.10s | 247.61       |
| 5   | LEDA/PGC 57932          | NSA 54232                 | 16h22m00.246s | +38d54m54.17s | 287.76       |
| 6   | 2MASX J16213715+3854144 | ASK 306630.0              | 16h21m37.162s | +38d54m14.61s | 424.16       |
| 7   | LEDA/PGC 2139960        | 2MASX J16212215+3856033   | 16h21m22.167s | +38d56m03.37s | 495.27       |
| 8   | LEDA/PGC 2145352        | WISEA J162158.24+391209.1 | 16h21m58.302s | +39d12m08.83s | 748.29       |
| 9   | LEDA/PGC 2144267        | WISEA J162309.25+390846.3 | 16h23m09.260s | +39d08m46.42s | 970.48       |
| 10  | LEDA/PGC 2139439        | 2MASX J16232012+3854415   | 16h23m20.147s | +38d54m41.12s | 979.13       |